# (-)-メントールデヒドロゲナーゼ
(-)-メントールデヒドロゲナーゼ（(-)-menthol dehydrogenase; EC 1.1.1.207）は、以下の化学反応を触媒する酸化還元酵素である。
(-)-メントール + NADP+ {\displaystyle \rightleftharpoons } (-)-メントン + NADPH + H+
すなわち、2つの基質(-)-メントール((-)-menthol)とニコチンアミドアデニンジヌクレオチドリン酸(NADP+)から、3つの生成物として(-)-メントン((-)-menthone)、還元型ニコチンアミドアデニンジヌクレオチドリン酸(NADPH)と水素イオン(H+)へと導く。
この酵素の組織名は(-)-メントール:NADP+オキシドレダクターゼ((-)-menthol:NADP+ oxidoreductase)である。この酵素は、モノテルペノイドデヒドロゲナーゼ　(monoterpenoid dehydrogenase)とも呼ばれる。
この酵素は酸化還元酵素に属し、特異的にCH-OH基に作用し、NADP+またはNAD+を電子受容体とする。この酵素はモノテルペノイドの生合成に関与している。この酵素は(+)-ネオメントールデヒドロゲナーゼ((+)-neomenthol dehydrogenase; EC 1.1.1.208)との区分は厳密になっていない。また、いくつかのシクロヘキサノール体(cyclohexanols)やシクロヘキセノール体(cyclohexenols)も基質とする。